# Lilliput i Blefuscu
Lilliput i Blefuscu su dvije izmišljene države koje se pojavljuju u djelu Jonathana Swifta "Gulliverova putovanja", iz 1726. godine. Smještaju se na obale istočne Indije, a u njima žive sićušna ljudska bića. Ona su kontrast prema drugom dijelu, gdje se opisuje Brobdingnag, zemlja divova.
Glavni grad Lilliputa je Mildendo.
Gulliver otkriva kako su dvije moćne države u ratu, jer je vjerovanje u jednoj da se jajetu razbija dno, a u drugoj da se razbija vrh. To je parodija na sukob Engleske i Francuske i odvajanje Rimokatoličke i Engleske crkve.